# 금정중학교 (부산)
금정중학교(金井中學校)는 대한민국 부산광역시 금정구 남산동에 위치한 사립 중학교이다.

## 학교 연혁
- 1906년 6월 20일 : 범어사 금어암에서 명정학교 개교
- 1908년 5월 1일 : 사립명정학교 인가(4년제)
- 1916년 3월 15일 : 범어사 침계료에 지방학림(중등정도) 개설
- 1919년 3월 31일 : 재학생 기미독립운동 참가로 인하여 폐교 당함
- 1926년 3월 15일 : 범어사 금정 불교 전문 강원 개원
- 1943년 12월 1일 : 원감 김법린의 조선어학회 사건으로 폐원 당함
- 1946년 3월 15일 : 금정 초급 중학교(4년제) 명칭으로 범어사 침계료에서 개교
- 1946년 9월 5일 : 재단법인 불교 경남 교무학원 명의로(문보 제15호) 금정 초급 중학교 설립인가, 초대 박정국 교장 취임
- 1947년 6월 21일 : 제1회 수료식 거행
- 1947년 11월 21일 : 범어사 침계료에서 현재 위치의 신축교사로 옮김
- 1950년 6월 1일 : 교육법 개정에 따라 금정중학교로 개칭
- 1950년 8월 5일 : 6.25사변 중 제5교육대, 국민방위 사관학교, 육군 군의학교등에 교사를 제공하고 청룡리 가교사로 옮겨 수업
- 1952년 12월 30일 : 본교사에 수복
- 1956년 11월 1일 : 신축교사 준공
- 1972년 4월 7일 : 문교부 교행1042-3호로 학교법인 금정학원이 학교법인 원효학원(전불교경남교무학원)에서 분리, 초대 이영근 이사장 취임
- 1986년 5월 13일 : 본관 24개 교실 개축 준공
- 2007년 9월 7일 : 본교 역사관 소장 ‘불설장수멸죄 호제동자 다라니경’ 이 부산광역시 유형문화재 제76호로 지정
- 2010년 3월 13일 : 도서관 개관식
- 2010년 5월 24일 : 본교 법당 석조여래좌상이 부산광역시 문화재 자료52호로 지정
- 2011년 2월 22일 : 다목적 강당 및 급식실 준공(명정관)
- 2013년 9월 9일 : 운동장 인조잔디 및 기타 공사 준공
- 2023년 12월 15일 : 제78회 졸업식 (121명 졸업, 졸업생 누계 23,180명)
- 2024년 3월 4일 : 제19대 교장 김화선 취임
- 2024년 3월 13일 : 제17대 김계준(정오) 이사장 스님 취임

## 참고 자료
- 금정중학교 - 한국교육학술정보원 학교알리미